# 圣保罗堂 (大数)
圣保罗堂（土耳其語：Aziz Pavlus Kilisesi）是一座原希腊正教会教堂，位于土耳其南部梅尔辛省塔尔苏斯（大数）。

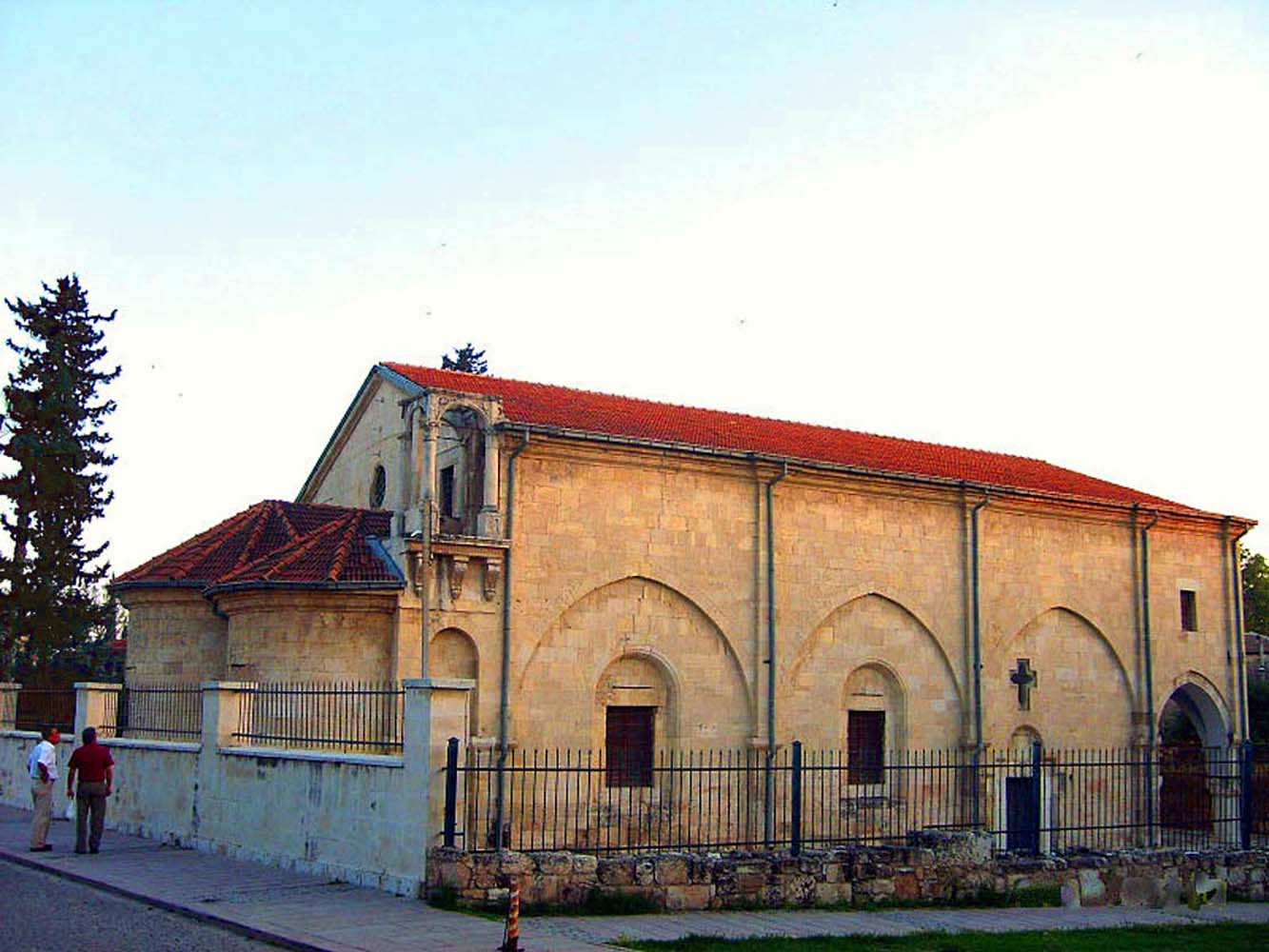
圣保罗堂

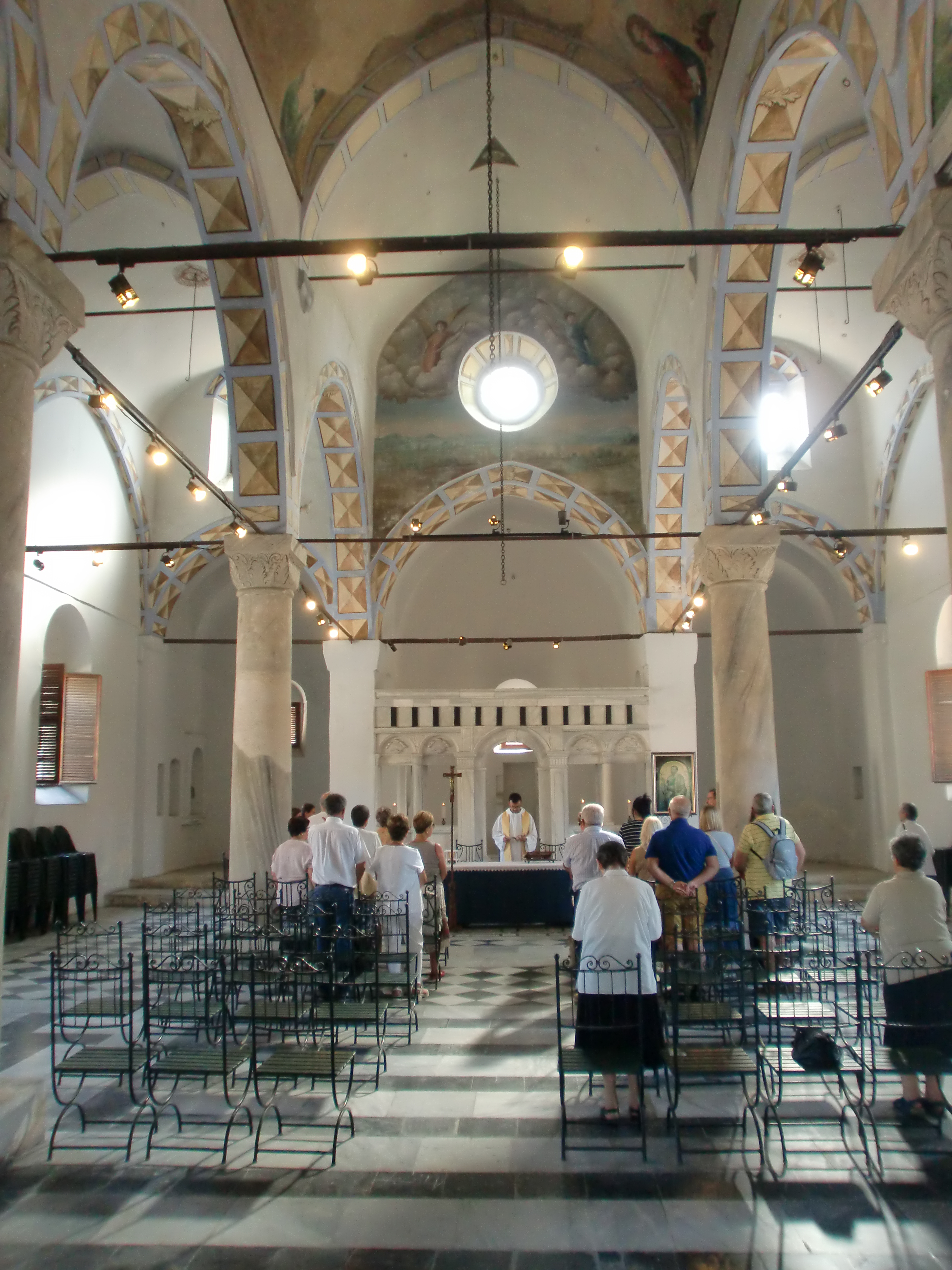

大数是古罗马基利家省的省会，在古代和中世纪都是一座重要的城市。《圣经》中的但以理和哈里发马蒙（786–833）的墓地，都在大数。圣保罗在大数出生并长大，原本是一个名为扫罗的犹太人，皈依基督以后，进行了多次传教旅行，最终于公元64年或67年6月29日被罗马皇帝尼禄逮捕并斩首。保罗死后，大数仍然是该地区的一个重要城市，先后成为拜占庭帝国、阿拔斯帝国、塞尔柱帝国、奇里乞亚亚美尼亚王国和奥斯曼帝国的一部分。
目前还不知道保罗是否在大数建立教堂，但在1704年，卢卡斯写道，有一座罗马式教堂是保罗建立的。1851年，朗格洛伊斯访问了塔尔苏斯，并证实了这一点。用他的话说，类似罗马风格的厚墙、外面比里面窄的窗户和粗大的柱子是显而易见的。
根据传统，圣保罗堂的建造日期为1102年，但目前的教堂是建造（或重建）于1862年。教堂建筑总面积为460平方米。华丽的大门内，内部尺寸为19.30 x 17.50 米。东北角矗立着一座钟楼。天花板中间是耶稣的湿壁画，两侧是马太、马可、路加和约翰。

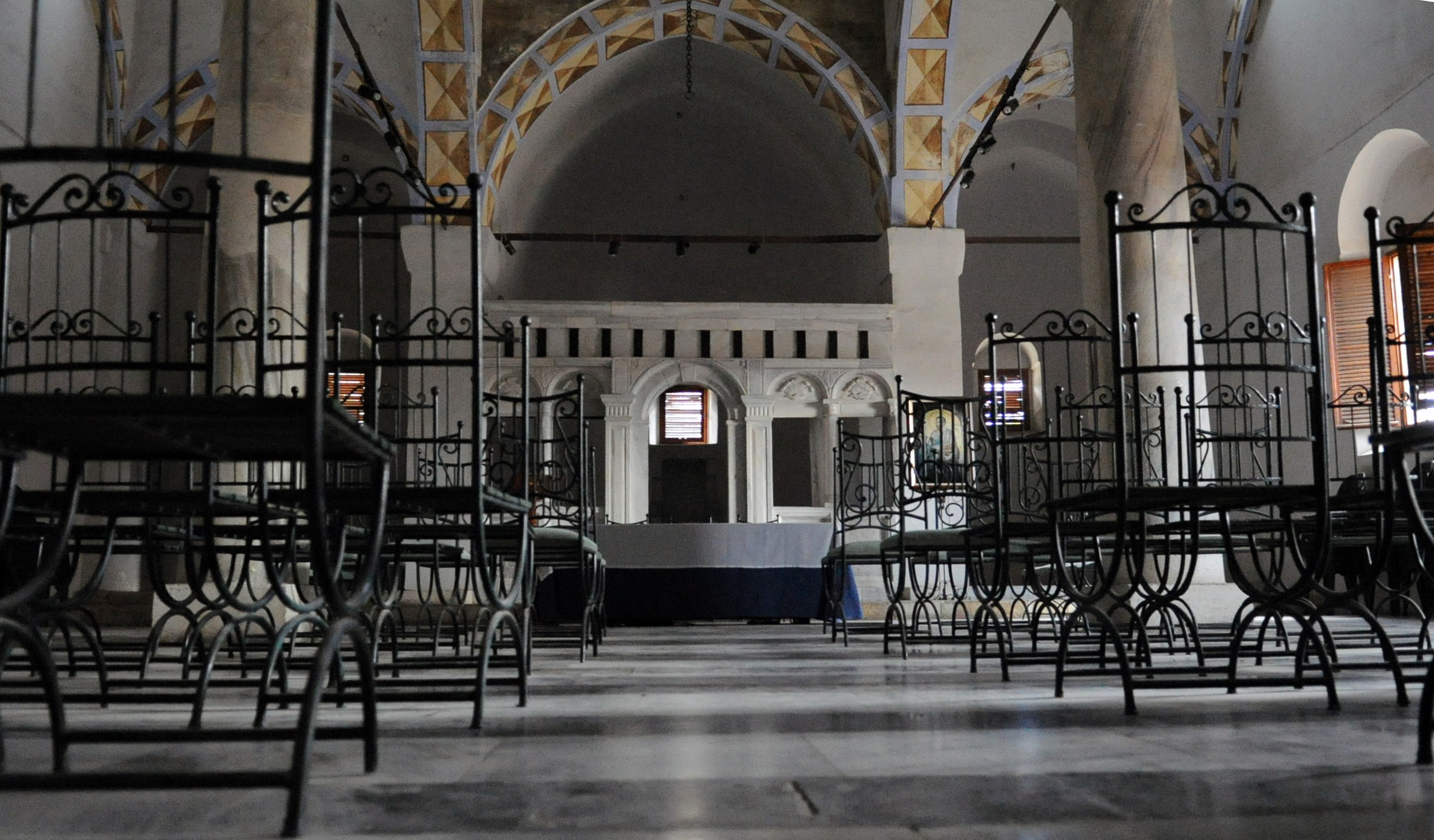

该教堂自1993年以来受到保护，1998-2000年期间进行了修复工作。它现在受到土耳其文化部的保护，正式名称为纪念博物馆（Monumental Museum）。 虽然教堂开放，但由于缺乏信徒，没有举行定期礼拜；只为朝圣者服务。在2008年6月29日至2009年6月29日的圣保罗年期间，举行了许多特别仪式，该年的闭幕式在大数的圣保罗堂举行。
该教堂及其周围环境被列入土耳其世界遗产名录（暂定名单）。